# 피어서티
 주식회사 피어서티(일본어: 株式会社 ピアーサーティー / ぴあーさーてぃー、)는 오카야마현 구라시키시에 본사를 둔 일본의 레스토랑 그룹이다. 상업시설을 중심으로「보차카(ボチャカ)」,「잇토고코쿠(一汁五穀)」등을 전개하고 있다.